# Серебряков, Пётр Михайлович
Пётр Миха́йлович Серебряко́в (24 июня 1894, Киржач, Владимирская губерния — 16 сентября 1978, Москва), активный член и руководитель революционной и партийной работы РСДРП(б) и КП(б) Беларуси.

## Биография
Родился в Киржаче (ныне — Владимирской области) в семье потомственного ткача. В 1915—1918 годы служил в русской армии.
В 1917 году вступил в РСДРП(б). В 1918 году — на подпольной работе: член подпольного краевого комитета коммунистических организаций Белоруссии и Литвы, заместитель председателя Бобруйского подпольного райкома РКП(б) (Минская губерния).
С 1918 по февраль 1919 года — председатель Бобруйской ЧК (Минская губерния); с февраля 1919 — председатель Мозырского уездного комитета КП(б) Литвы и Белоруссии, председатель Мозырской уездной ЧК, инструктор Гомельского губкома РКП(б).
С июля 1920 года — председатель Бобруйского уездного революционного комитета, в том же году — также председатель Бобруйского уездного исполкома.
С 26 ноября 1920 по 25 февраля 1921 года — член ЦБ КП(б) Беларуси, одновременно (26.11.1920—7.1.1921) — секретарь ЦБ КП(б) Беларуси.
В 1923 году окончил Московское Высшее техническое училище; в последующем занимал партийные и административно-хозяйственные должности в РСФСР и Узбекской ССР.
Умер в Москве. Урна с прахом захоронена в колумбарии на Ваганьковском кладбище.

## Семья
Брат Сергей (1896—1966) — генерал-майор и лауреат Сталинской премии 1-й степени.
Жена: Клавдия Константиновна Баталина (1900—1977).